# Erosion (Zahnmedizin)

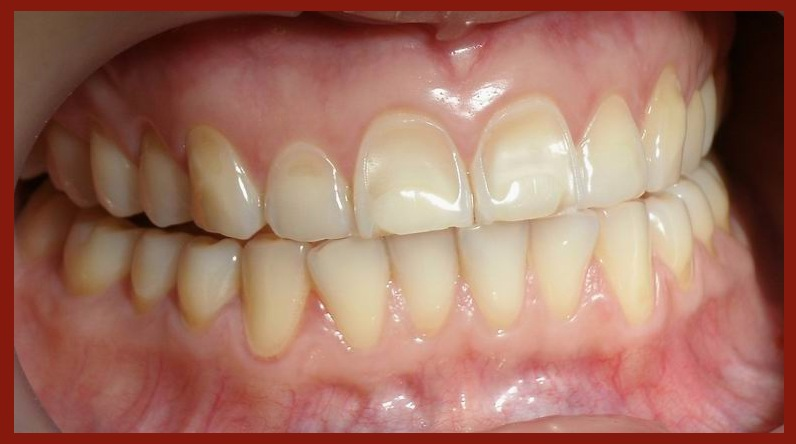
Zahnerosion

Erosion ist in der Zahnmedizin  ein unscharf begrenzter Zahnhartsubstanzverlust durch unterschiedliche Säureeinwirkungen.

## Exogene Ursachen
Die Säuren können von außen zugeführt werden (Fruchtsäuren in Obst, Fruchtsäften, Limonaden, Energydrinks, Früchtetees, Eistees, Bonbons; Oxalsäure in Rhabarber und Spinat; Essig oder Milchsäure (in Sauerkraut, Sauermilchprodukten)) oder vom Körper selbst produziert werden.
Ausgleichend wirkt dabei die Anregung der Speichelproduktion durch Säuren, was zu einer Verdünnung und Neutralisierung der Säuren, deren schnellerem Abtransport und einer Remineralisierung des Zahnschmelzes führt.

## Endogene Ursachen
Bei letzteren handelt es sich um die Salzsäure des Magensafts, die bei einer Refluxkrankheit (saures Aufstoßen) oder Erbrechen in die Mundhöhle gelangen kann bzw. gelangt. So können Zahnerosionen zur Diagnose einer stummen (ansonsten asymptomatischen) Refluxkrankheit führen.
Betroffen sind in erster Linie die Palatinalflächen der Vorderzähne des Oberkiefers und die Okklusalflächen der Seitenzähne. Zudem können erosive Veränderungen der Zähne auf ein chronisches Erbrechen hinweisen, wobei hier an das Vorliegen einer psychischen Essstörung (Anorexia nervosa, oder Bulimie) gedacht werden muss.
Erosion grenzt sich von anderen Möglichkeiten für einen Verlust an Zahnsubstanz ab, denn Erosion bezieht sich ausschließlich auf Zahnsubstanzverlust, der durch Säureeinwirkung verursacht wird. Deshalb sind Bruxismus (das nächtliche Zähneknirschen) und eine Abrasion durch stark scheuernde Zahnpasten, zu harte Zahnbürsten bzw. eine zu starke Druckausübung beim Zähneputzen (keine Säureeinwirkungen) nicht mit Erosion zu verwechseln.
Weiterhin kann die Ursache auch in verminderter Speichelproduktion liegen. Durch Krankheiten, Medikamente und Drogen kann es sein, dass wegen Überstimulation des Sympathikus der Speichel – der für die Remineralisierung der Zähne sorgt – unzureichend gebildet wird. Besonders tritt das bei Amphetaminen auf, beispielsweise Crystal-Meth. Dieses Krankheitsbild wird daher als Meth-Mund bezeichnet.